# 혼다 F1

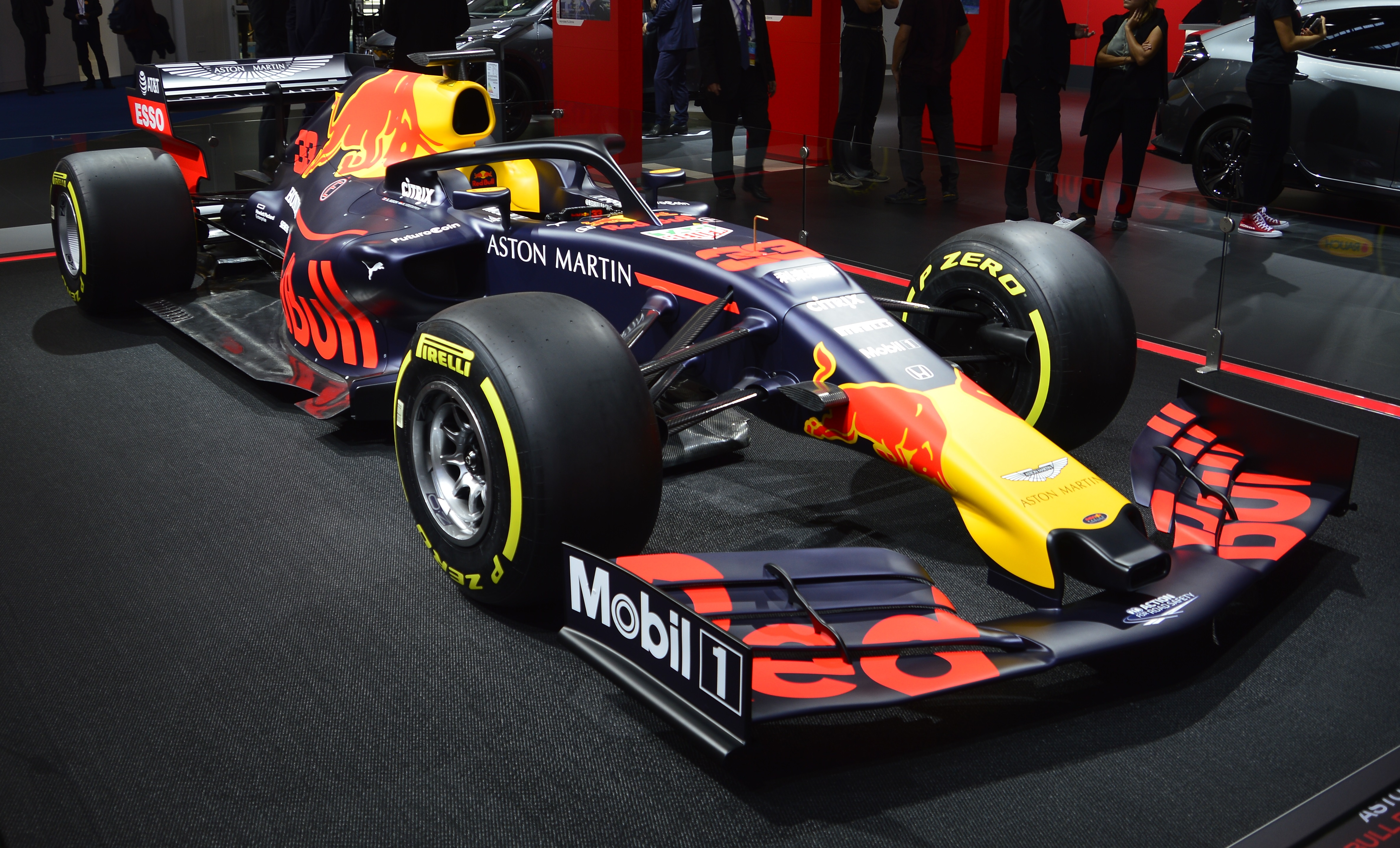
혼다의 엔진이 들어간 애스턴 마틴 RB15로 2019 시즌에 레드불이 사용했다.

혼다는 1964년부터 다양한 기간 동안 참가팀, 컨스트럭터, 엔진 공급사로서 포뮬러 원에 참가해 왔다. 현재는 레드불과 알파타우리에 엔진을 공급하고 있으며 2020년 이탈리아 그랑프리에서 알파타우리의 피에르 가슬리가 우승하였다.
혼다의 첫 참가는 1964년 시즌이었고 1965년 멕시코 그랑프리에서 첫 우승을 하였다. 혼다는 존 서티스와 함께 더 많은 성공을 거두었지만 이후 1968년 시즌 말에 미국에서의 자동차 판매 부진과 드라이버였던 조 슐레서의 치명적인 사고로 F1 시장에서 철수했다. 이후 1983년 엔진 공급사로서 다시 참가했으며 1992년 일본의 거품 경제위기로 철수했다.
2000년에 브리티시 아메리칸 레이싱팀에 엔진을 공급하게 되면서 다시 참가하였고 2006년에는 이 팀을 인수하면서 혼다 레이싱 F1 팀으로 바꾸고  컨스트럭터로서 참가하다가 세계 금융 위기로 2008년 12월 즉시 철수한다고 밝혔다.
2013년 5월에 혼다는 맥라렌에 파워 유닛(엔진) 공급 업무협약을 맺고 2015년 시즌에 복귀한다는 의사를 밝혔다. 혼다의 첫번째 새 엔진은 경쟁력이 없다고 판단되었고 혼다는 대중의 따가운 눈치를 받으며 엔진을 개발하면서 첫 3년을 보냈다. 이후 3년 만에 맥라렌과 혼다가 계약을 해지하자 스쿠데리아 토로 로소가 2018년 시즌에 혼다 엔진을 본인 팀의 섀시에 사용하기로 합의했다. 시즌이 갈수록 엔진이 빠르고 큰 발전을 보이면서 토로 로소가 꽤 성공적인 시즌을 보내자 같은 기업의 상위팀 격인 레드불 레이싱이 그동안 엔진을 공급받았던 르노와의 계약을 파기하고 2019년 시즌부터 혼다 엔진을 사용하기로 결정했다. 하이브리드 시대의 첫 승리는 2019년 오스트리아 그랑프리에서 이루어졌으며, 여러 차례의 성공적인 성적에 혼다의 엔진은 현재 선도적인 엔진 중 하나로 간주된다.
그동안 혼다가 공급한 엔진으로 현재까지 6번의 컨스트럭터 챔피언과 5번의 드라이버 챔피언 및 80회 이상의 그랑프리에서 우승하여 포뮬러 원 역사상 엔진 공급사 중 5위를 차지했다. 엔진 제조사로서의 성공 외에도 F1 팀으로서의 3개의 그랑프리 우승으로 포뮬러 원에서 우승한 유일한 일본팀 및 아시아팀이 되었다.